# Szent Sebek

Grúzia zászlaja, s rajta a Jeruzsálemi Kereszt (ötöskereszt) amely Jézus Öt Szent Sebét jelképezi.

Az Öt Szent Seb azt az öt sebet jelképezi, amelyet Krisztuson ejtettek keresztrefeszítésekor. Ezek közül kettő azok a szögek, amelyekkel Jézust a keresztrúdhoz erősítették. Ezeket a szögeket a kéztőcsontok és az orsócsont közé verték.
Másik kettő az a két szög, amelyet Krisztus lábába ütöttek. Ezek a vasszögek a második és harmadik lábközépcsont között, közvetlenül a lábtőcsontokhoz való csatlakozásnál helyezkedtek el.
Az ötödik seb a mellkas jobb oldalán át a szívig hatoló szúrt seb volt, melyet Longinus római centurió ejtett Jézuson lándzsájával.
János evangéliumán kívül más kanonizált evangélium nem említi a sebeket. János 19:31 - 37 szerint az utolsó sebből vér és víz folyt.

## A sebek mint jelképek
A Szent Sebeket gyakran használták szimbólumként. A Jeruzsálemi Szentsír Lovagrend jelvénye. A hagyomány szerint Bouillon Gottfried viselte először. A Jeruzsálemben járt zarándokok ilyen keresztet hoztak magukkal emlékül, melyen gyakran latin felirat díszelgett: Signum sacri itineris Hierosol. A kereszt szintén megtalálható Grúzia zászlajában.

## A modern kultúrában
Stigma

## Külső hivatkozások
- A keresztrefeszítésről